# Purificación Santamarta
Purificación Santamarta Bravo (Burgos, 25 maggio 1962) è un'ex atleta paralimpica spagnola non vedente.
Ha partecipato a 7 edizioni dei Giochi paralimpici estivi, dal 1980 al 2004, conquistando complessivamente 16 medaglie. È stata definita la più importante atleta paralimpica spagnola.

## Biografia
Affetta dalla nascita da glaucoma, è stata ipovedente grave fino a otto anni, quando ha perso definitivamente la vista. Si è ben presto rivelata una promettente atleta e, dall'esordio alle Paralimpiadi di Arnheim nel 1980, ha gareggiato in tutte le specialità della velocità (100, 200 e 400 m piani), con occasionali performances anche negli 800 m piani e nel salto in lungo.
La sua carriera comprende, oltre alle sette edizioni dei Giochi paralimpici estivi, la partecipazione a campionati mondiali, europei ed altre manifestazioni sportive, lungo tutto il periodo degli anni ottanta, novanta e il primo decennio del XXI secolo. In varie occasioni ha dovuto competere in gare che comprendevano anche atlete ipovedenti, sulle quali è stata più volte vincitrice, come è avvenuto a Sydney 2000, quando ha conquistato la medaglia d'argento nei 200 metri, superando la connazionale ipovedente Beatriz Mendoza.
Per anni ha lavorato come rivenditrice di biglietti delle lotterie di Stato, ufficio assegnatole dall'ONCE, (organizzazione che si occupa in Spagna dei disabili visivi). Il culmine sportivo di Purificacion, detta Puri, è avvenuto alle Paralimpiadi di Barcellona nel 1992, quando ha vinto quattro medaglie d'oro (nei 100, 200, 400 e 800 metri piani). Durante la cerimonia di apertura dei Giochi, aveva sfilato tra gli atleti accompagnata dal suo cane guida.
Dopo il ritiro dall'agonismo (2006), ha fatto l'insegnante di educazione fisica. Ha due figli, Alberto e Sara.

## Palmarès
| Anno | Manifestazione           | Sede       | Evento             | Risultato | Prestazione | Note            |
| ---- | ------------------------ | ---------- | ------------------ | --------- | ----------- | --------------- |
| 1980 | Giochi paralimpici       | Arnhem     | 400 m piani A      | Argento   | 1'10"92     |                 |
| 1984 | Giochi paralimpici       | New York   | 100 m piani B1     | Oro       | 14"46       |                 |
| 1984 | Giochi paralimpici       | New York   | 400 m piani B1     | Oro       | 1'04"21     |                 |
| 1985 | Europei IBSA             | Roma       | 100 m piani B1     | Argento   |             |                 |
| 1985 | Europei IBSA             | Roma       | 400 m piani B1     | Bronzo    |             |                 |
| 1987 | Europei IBSA             | Cadice     | 100 m piani B1     | Oro       |             |                 |
| 1987 | Europei IBSA             | Cadice     | 400 m piani B1     | Bronzo    |             |                 |
| 1987 | Europei IBSA             | Cadice     | Salto in lungo B1  | Argento   |             |                 |
| 1988 | Giochi paralimpici       | Seul       | 100 m piani B1     | Oro       | 13"48       |                 |
| 1988 | Giochi paralimpici       | Seul       | 400 m piani B1     | Argento   | 1'04"26     |                 |
| 1988 | Giochi paralimpici       | Seul       | Salto in lungo B1  | Argento   | 4,39 m      |                 |
| 1989 | Europei IBSA             | Zurigo     | 100 m piani B1     | Oro       |             |                 |
| 1989 | Europei IBSA             | Zurigo     | 400 m piani B1     | Argento   |             |                 |
| 1989 | Europei IBSA             | Zurigo     | Salto in lungo B1  | Bronzo    |             |                 |
| 1991 | Europei IBSA             | Caen       | 100 m piani B1     | Oro       |             |                 |
| 1991 | Europei IBSA             | Caen       | 400 m piani B1     | Oro       |             |                 |
| 1991 | Europei IBSA             | Caen       | 4×100 m B1-3       | Oro       |             |                 |
| 1991 | Europei IBSA             | Caen       | Salto in lungo B1  | Oro       |             |                 |
| 1992 | Giochi paralimpici       | Barcellona | 100 m piani B1     | Oro       | 13"04       |                 |
| 1992 | Giochi paralimpici       | Barcellona | 200 m piani B1     | Oro       | 26"04       |                 |
| 1992 | Giochi paralimpici       | Barcellona | 400 m piani B1     | Oro       | 57"79       |                 |
| 1992 | Giochi paralimpici       | Barcellona | 800 m piani B1     | Oro       | 2'19"07     |                 |
| 1995 | Europei IBSA             | Valencia   | 100 m piani B1     | Argento   | 12"90       |                 |
| 1995 | Europei IBSA             | Valencia   | 200 m piani B1     | Oro       | 26"63       |                 |
| 1995 | Europei IBSA             | Valencia   | 400 m piani B1     | Oro       | 59"42       |                 |
| 1995 | Europei IBSA             | Valencia   | 4×400 m B1-3       | Argento   | 4'17"64     |                 |
| 1996 | Giochi paralimpici       | Atlanta    | 100 m piani T10    | Oro       | 12"59       |                 |
| 1996 | Giochi paralimpici       | Atlanta    | 200 m piani T10    | Oro       | 25"45       |                 |
| 1996 | Giochi paralimpici       | Atlanta    | 400 m piani T10    | Oro       | 58"16       |                 |
| 1997 | Europei IBSA             | Riccione   | 100 m piani T10    | Oro       | 12"75       |                 |
| 1997 | Europei IBSA             | Riccione   | 200 m piani T10    | Oro       | 25"88       |                 |
| 1997 | Europei IBSA             | Riccione   | 400 m piani T10    | Oro       | 59"53       |                 |
| 1998 | Mondiali IBSA            | Madrid     | 100 m piani T10    | Argento   | 12"80       |                 |
| 1998 | Mondiali IBSA            | Madrid     | 200 m piani T10    | Oro       | 26"17       |                 |
| 1998 | Mondiali IBSA            | Madrid     | 400 m piani T10    | Oro       | 59"30       |                 |
| 1999 | Europei IBSA             | Lisbona    | 100 m piani T10    | Oro       | 12"65       |                 |
| 1999 | Europei IBSA             | Lisbona    | 200 m piani T10    | Oro       | 25"93       |                 |
| 1999 | Europei IBSA             | Lisbona    | 400 m piani T10    | Oro       | 57"49       | Record mondiale |
| 2000 | Giochi paralimpici       | Sydney     | 100 m piani T11-12 | Argento   | 12"44       |                 |
| 2000 | Giochi paralimpici       | Sydney     | 400 m piani T11    | Oro       | 56"83       |                 |
| 2002 | Mondiali paralimpici     | Lilla      | 100 m piani T11    | Oro       | 12"67       |                 |
| 2002 | Mondiali paralimpici     | Lilla      | 200 m piani T11    | Oro       | 25"96       |                 |
| 2003 | Europei paralimpici      | Assen      | 100 m piani T11    | Oro       | 14"10       |                 |
| 2003 | Europei paralimpici      | Assen      | 200 m piani T11    | Oro       | 28"89       |                 |
| 2004 | Giochi paralimpici       | Atene      | 200 m piani T11    | Bronzo    | 26"71       |                 |
| 2005 | Europei paralimpici open | Espoo      | 200 m piani T11    | Argento   | 28"50       |                 |
| 2006 | Mondiali paralimpici     | Assen      | 100 m piani T11    | 8ª        | 13"80       |                 |

## Altre competizioni internazionali
2001
- Argento in Coppa del Mondo ( Edmonton), 200 m piani T11 - 26"83

2003
- Argento ai campionati mondiali IBSA ( Québec), 100 m piani T11 - 13"17
- Bronzo ai campionati mondiali IBSA ( Québec), 200 m piani T11 - 26"62
- Argento ai campionati mondiali IBSA ( Québec), 4×400 m T11-13 - 4'16"83
- Bronzo ai Mondiali IAAF (gare dimostrative) ( Saint-Denis), 200 m piani T11 - 26"28

2005
- Argento ai Mondiali IAAF (gare dimostrative) ( Helsinki), 200 m piani T11-12 - 27"08

## Onorificenze
- 1996 - Medaglia d'oro dell'Ordine reale del merito sportivo[6][7]
- 2006 - Premio Castilla y León de los Valores Humanos[8]